# Distribución (farmacología)
La distribución de los fármacos puede definirse de otras formas, como la llegada y disposición de un fármaco en los diferentes tejidos del organismo. Es un proceso muy importante, toda vez que, según su naturaleza, cada tejido puede recibir cantidades diferentes del fármaco, el cual, además, pasará allí tiempos variables.
A la hora de hablar de la distribución, habrá que tener en cuenta los conceptos sobre compartimentación del organismo vistos en el apartado de Modelos farmacocinéticos.

## Factores que afectan la distribución
Son múltiples, pero siguiendo a Pascuzzo, los más importantes son los tres siguientes: los volúmenes físicos del organismo, la tasa de extracción y la unión a proteínas plasmáticas y, o, tisulares.

### Volúmenes físicos del organismo
Este concepto está relacionado con la multicompartimentalización. Considerando los fármacos como solutos, los distintos tejidos con especificidad del organismo van a actuar como los solventes que darán pie a las diferentes concentraciones del fármaco. Así, dependiendo de la naturaleza química de este, habrá una especial predisposición de las sustancias liposolubles por la grasa corporal o de las hidrosolubles por el líquido extracelular. Este  volumen de distribución  (Vd) de un fármaco en el organismo es tan solo aparente, pues conceptualmente se trataría del volumen necesario para contener de forma homogénea en todo el organismo una cantidad determinada de fármaco, que viene dada por el nivel de la concentración del mismo en el plasma. Desde el punto de vista físico el Vd viene determinado por la siguiente fórmula:
{\displaystyle Vd={\frac {Ab}{Cp}}\,}
en donde {\displaystyle Ab} es la cantidad total de fármaco en el cuerpo y {\displaystyle Cp} la concentración plasmática del mismo.
Siendo la {\displaystyle Ab} conocida, pues es equivalente a la dosis de fármaco administrada, la fórmula nos indica que la relación existente entre {\displaystyle Vd} y la {\displaystyle Cp} es una relación de proporcionalidad inversa. Es decir, que a mayor {\displaystyle Cp} menor {\displaystyle Vd} y viceversa. O lo que es lo mismo, que los factores que aumenten la {\displaystyle Cp} disminuirán el valor del {\displaystyle Vd}. Esto nos pone sobre la pista de la importancia del conocimiento de las concentraciones plasmáticas del fármaco y de los factores que lo modifican.
Aplicando a esta fórmula los conceptos aprendidos en el apartado de la biodisponibilidad, podemos calcular la cantidad de fármaco a administrar para conseguir una determinada concentración de fármaco en el organismo (dosis de carga):
{\displaystyle Dc={\frac {Vd.Cp}{Da.B}}}
Este concepto tiene interés clínico, pues a veces necesitamos alcanzar una determinada concentración de fármaco que sabemos es la óptima para que realice sus efectos en el organismo (caso de la digitalización de un paciente).

### Tasa de extracción
Se refiere a la proporción del fármaco que es retirado de la circulación por cada órgano, una vez que el flujo sanguíneo lo haya hecho pasar a través de dicho órgano. 
Este nuevo concepto integra otros anteriores, ya que la tasa de extracción va a depender de distintos factores:
- Características del fármaco, entre ellas su pKa.
- Redistribución tisular: En algunos fármacos se produce una distribución rápida e intensa en determinados tejidos, hasta llegar al equilibrio con la concentración plasmática. Sin embargo otros tejidos más lentos continúan retirando fármaco del plasma, con lo que la concentración en el primer tejido queda por encima de la plasmática y por tanto sale fármaco del tejido hacia el plasma. Este fenómeno se sigue sucediendo durante un tiempo hasta alcanzar el equilibrio definitivo. Se obtiene pòr tanto dos concentraciones del fármaco en el tejido más sensible: una inicial más elevada y otra posterior consecuencia de la redistribución tisular.
- Diferencial de concentración con los tejidos.
- Superficie de intercambio.
- Presencia de barreras naturales. Son obstáculos a la difusión similares a las encontradas en la absorción. Las más interesantes son:
  - Permeabilidad de los lechos capilares, que no es igual en todos los tejidos.
  - Barrera hematoencefálica: está localizada entre el plasma sanguíneo de los vasos cerebrales y el espacio extracelular del encéfalo. Dificulta la llegada de fármacos al mismo.
  - Barrera placentaria: en la mujer embarazada, evita la llegada de gran cantidad de fármacos al feto, que pudieran ser tóxicos para el mismo.

### Unión a proteínas plasmáticas
Algunos fármacos tienen la capacidad de unirse a distintos tipos de proteínas vehiculizadas en el plasma sanguíneo. Esto es de gran importancia dado que, como sabemos, solo el fármaco que se encuentra diluido en el plasma será capaz de pasar a los tejidos. De esta manera la unión del fármaco a las proteínas plasmáticas actúa como un reservorio del mismo dentro del organismo y disminuye las concentraciones finales en los tejidos. La unión de fármacos y proteínas es poco específica y usualmente lábil y reversible, generalmente a través de enlaces iónicos, puentes de hidrógeno, fuerzas de Van der Waals y, con menos frecuencia, enlaces covalentes. Esto implica que un fármaco puede ser desplazado de su unión a la proteína por otra sustancia (u otro fármaco) y que en todo caso, la unión está sujeta a saturación. También, existe un equilibrio entre el fármaco libre en el plasma y el unido a proteínas, por lo que la proporción de fármaco unido a las mismas es estable, independientemente de su cantidad total en el plasma.
Por estudios realizados in vitro en condiciones ideales, el equilibrio entre la concentraciones plasmática y tisular del fármaco solo se ve alterado de forma significativa con índices de fijación a proteínas plasmáticas superiores al 90%. A partir de estos niveles se produce un "secuestro" del fármaco que disminuye su presencia en los tejidos por debajo del 50% del total. Esto es importante a la hora de considerar las interacciones farmacológicas: un fármaco con un índice de fijación a proteínas plasmáticas inferior al 90%, si es desplazado de su unión a las proteínas por otro fármaco no va a aumentar significativamente su presencia en los tejidos. Por el contrario, con índices de unión a proteínas plasmáticas superiores al 95%, pequeños desplazamientos pueden originar importantes modificaciones de la concentración tisular y, por tanto, mayor riesgo de toxicidad por exceso de su efecto en los tejidos.
De las proteínas plasmáticas quizás las de más interés sean las albúminas, por su cantidad y su capacidad para unirse a otras sustancias. Otras proteínas de interés son las glicoproteínas, las lipoproteínas y en menor medida las globulinas.
Como podrá comprenderse, situaciones clínicas que supongan modificación de los niveles de proteínas plasmáticas (por ejemplo hipoalbuminemias secundarias a procesos renales) pueden tener transcendencia en el efecto y toxicidad de un fármaco que presente índices de unión a proteínas plasmáticas superiores al 90% (ó 0,9).